# Constitution nationale arménienne
Lire en ligne
- Version originale en arménien
- Version traduite en français par M. E. Prud'homme
- Version traduite en anglais

La Constitution nationale arménienne (en arménien Հայ ազգային սահմանադրութիւն, Hay azkayin sahmanatroutioun ; en turc Nizâmnâme-i Millet-i Ermeniyân, نظامنامهٔ ملّت ارمنیان), aussi appelée Règlement de la nation arménienne ou encore Règlement organique arménien, est un code de régulations de 150 articles adopté le 17 mars 1863 par l'Empire ottoman et rédigé par des membres de l'intelligentsia arménienne ottomane. Elle concerne le fonctionnement du millet arménien (Ermeni Millet), c'est-à-dire la communauté religieuse arménienne de l'Empire. Elle définit les pouvoirs du patriarche arménien de Constantinople et crée l'Assemblée nationale arménienne. Ce code est encore appliqué dans certaines églises de la diaspora arménienne.

## Histoire

### Contexte
La période du Tanzimat, qui commence en 1839, permet l'amélioration de la condition des minorités ethniques et religieuses de l'Empire ottoman, y compris celle des Arméniens : le Hatti-chérif (1839) proclame l'égalité de tous les sujets de l'Empire. Puis, avec l'Hatti-Humayoun de février 1856, les millets, c'est-à-dire les communautés religieuses allogènes, deviennent autonomes.
La constitution et les réformes qu'elle apporte sont en partie une réponse apportée aux plaintes formulées par les Arméniens à propos leurs conditions de vie difficiles et des abus et exactions perpétrés par les Kurdes et les membres corrompus des administrations locales à leur égard.

### Élaboration
Dans ce contexte, la question de mettre en place un règlement de la nation arménienne est débattue au sein de la communauté arménienne de l'Empire ottoman à partir de 1854, en particulier par des intellectuels arméniens formés en Europe et ayant assisté aux révolutions de 1848, ainsi que par des ecclésiastiques. Parmi ces premiers, un groupe composé notamment de Krikor Odian, Servitchen (Serovpe Vitchenian), Nigoğayos Balyan, Garabed Utudjian, Krikor Margossian, Diran Nazariantz et Nahabet Roussinian élaborent une première esquisse de règlement ecclésiastique, mais elle est rejetée par les amira (grosso modo des notables) arméniens. Ce premier jet est repris et amendé à de multiples reprises entre 1854 et 1860. Le 24 mai 1860 paraît finalement un « Règlement de la nation arménienne », qui concerne au premier chef le patriarcat arménien de Constantinople et le rôle du patriarche.
Le 5 juin 1860, les députés de toutes classes de la communauté arménienne se réunissent dans le cadre de l’Assemblée Générale à Constantinople. À cette occasion, la Constitution nationale est approuvée, signée et des conseils provisoires sont créés. Une copie de la constitution est soumise à la Sublime Porte pour ratification. Dans les trois mois suivants, de nouveaux conseils sont élus et la vie de la communauté s’organise conformément au nouveau texte fondamental.
Cependant, les autorités ottomanes interdisent l'application de la constitution le 27 août 1861. Les Arméniens se sont occupés de la rédaction de leur côté ; mais cette fois-ci la Sublime Porte cherche à reprendre quelque peu en main le processus en désignant un comité spécial dirigé par Servitchen. La constitution est révisée et présentée une deuxième fois à la Sublime Porte en janvier 1862. Cette dernière impose quelques changements, lui permettant de resserrer son contrôle sur le millet arménien. Enfin, le sultan Abdülaziz décrète son établissement par un firman le 17 mars 1863.

### Contenu
La Constitution nationale comprend 150 articles et un préambule, où sont définis les droits et devoirs de l’individu et de la nation, s'inspirant notamment des idéaux de 1789 et de 1848. Cependant, pour les Ottomans, ce n'est pas stricto sensu une constitution, mais seulement un règlement, un « simple document administratif » qui ne concerne que le fonctionnement communautaire du millet arménien. Pour le juriste Gustave Rolin-Jaequemyns, « la dénomination de statut ou règlement de la communauté arménienne eût mieux répondu à l'objet de l'acte, qui ne tend en définitive qu'à organiser une sorte de société moitié civile, moitié religieuse, dont les pouvoirs s'arrêtent là précisément où ceux d'un véritable État commencent », même si en apparence elle met en place un « édifice constitutionnel complet ».
Comme le notent les historiens Annie et Jean-Pierre Mahé, elle « échafaud[e] la fiction d'une monarchie constitutionnelle, dont le souverain [est] le patriarche arménien de Constantinople ». Dans ce simulacre de monarchie, où il y a une séparation des pouvoirs, le pouvoir exécutif est confié au patriarche, qui n’est plus une autorité omnipotente dans la communauté, mais le « Président des Conseils Communautaires », qui de plus « détenait le pouvoir exécutif de ces conseils ». Cela ne plaît pas particulièrement au patriarche, qui doit partager ses pouvoirs avec une assemblée et les voit limités par la constitution, et qui perçoit donc ce changement comme une atteinte à son pouvoir et à sa communauté. Il était auparavant le chef spirituel des Arméniens de l'Empire, mais aussi le chef temporel de la nation arménienne. De plus, comme le note Mekerditch-B. Dadian, « l'action du patriarche sur son clergé avait un caractère discrétionnaire qui allait jusqu'à l'omnipotence ». Il avait un pouvoir très important sur ses évêques et sa juridiction s'étendait à 50 domaines.
Le pouvoir législatif est quant à lui confié à une Assemblée nationale de 140 députés (yerespokhan), laïcs et ecclésiastiques, choisis sur une liste de 220 députés élus par les fidèles de l’Église. Cette assemblée désigne le patriarche et supervise ses activités selon le concept de la responsabilité de l’exécutif. De plus, elle élit en son sein une assemblée religieuse de 12 membres, qui s'occupe des monastères, des dons, des legs et des hôpitaux. Elle élit aussi une assemblée politique de 20 membres, qui désigne à son tour deux conseils nationaux : un conseil judiciaire, présidé par un vicaire patriarcal, et un conseil des affaires scolaires. La constitution met ainsi en place un gouvernement central et provincial, des assemblées locales des représentants de la nation, des assemblées locales des représentants des quartiers et des diocèses, des conseils nationaux chargés de surveiller l'instruction publique, l'administration, les finances et la justice (notamment le contentieux social), des dispositions réglant l'électorat et éligibilité, le mode d'élection, la discipline des assemblées et le mode de révision de la constitution.
Cette « constitution » garantit le principe de l'égalité de tous et « soumet l'élection de leurs chefs religieux ou civils à la décision du suffrage universel ». Elle garantit aux Arméniens de l'Empire une réelle autonomie religieuse et culturelle. Chaque individu a des obligations à l’égard de la nation et la nation à l’égard de l’individu. Les Arméniens sont tenus de participer aux élections du patriarche et des conseils de la communauté à travers ses représentants, ainsi que de payer des impôts afin de préserver et défendre leurs droits.

### Conséquences et limites
Pour les Arméniens progressistes, la constitution et l'assemblée constituent une avancée importante, qui font entrer la nation arménienne dans la modernité.
Toutefois, on note un certain nombre de limites. Pour Gustave Rolin-Jaequemyns, la constitution semble surtout destinée à organiser la représentation des Arméniens de Constantinople :
- sur 220 membres électifs de l'assemblée générale, 160 sont élus par les églises des quartiers de la capitale ottomane ; or, on ne trouve que 400 000 Arméniens en Turquie d'Europe contre 2 600 000 en Turquie d'Asie ;
- seule une très petite minorité des représentants des provinces viennent des provinces les plus densément peuplées par les Arméniens à l'est de l'Empire ;
- enfin, il y a un nombre important de membres de droit, limités à 180 par l'art. 10, qui sont dans leur immense majorité basés à Constantinople. Ce sont les membres des assemblées centrales, religieuses et civiles, des conseils centraux de surveillance, les présidents des 24 conseils de quartiers arméniens de Constantinople, les évêques résidant dans la capitale, les prédicateurs (vartabed) et les curés des églises stambouliotes, les écrivains nationaux et les rédacteurs de journaux, les hauts fonctionnaires, les membres des sociétés impériales, les directeurs et interprètes en chef des chancelleries de la Sublime Porte, les directeurs des établissements nationaux ou impériaux et enfin les officiers supérieurs.

Il ne faut pas non plus surestimer le rôle de la constitution et de l'Assemblée. Gustave Rolin-Jaequemyns explique ainsi qu'« on n'aperçoit nulle part de garantie sérieuse soit des droits collectifs de la nation, soit des droits individuels de ses membres ». Comme le notent Annie et Jean-Pierre Mahé :

« Les élections des députés et les séances de l'Assemblée supérieure donnaient aux notables arméniens de Constantinople l'illusion de participer à une sorte de vie politique. Mais, si formateur que fût l'exercice pour l'avenir, quand apparaîtraient à la fin du siècle de véritables partis politiques arméniens, l'enjeu était, pour le présent, tout à fait limité. En effet, l'autonomie interne de la communauté ne lui conférait aucune garantie contre l’arbitraire de l'administration ottomane et aucune sécurité contre les violences et les exactions qui se multipliaient dans les provinces anatoliennes. »

Après la mise en place de ces réformes, les relations entre les autorités ottomanes et les Arméniens sont plutôt positives. Cependant, plus tard dans les années 1860, les Ottomans parviennent à écraser la résistance kurde et ont moins besoin du soutien des Arméniens dans les provinces orientales, ce qui fait que l'Empire est progressivement de moins en moins à l'écoute des revendications arméniennes.
Durant le patriarcat de Malakia Ier Ormanian (1898-1906), le sultan Abdülhamid II suspend la constitution et demande une nouvelle révision. Puis, avec la fondation de la République turque en 1923, la constitution nationale arménienne est finalement abrogée.

## Versions publiées de la Constitution
- (hy) Ազգային Սահմանադրութիւն հայոց, Constantinople, Impr. I. Muhendissian,‎ 1863, 54 p. (lire en ligne)
- (ota) Düstur (en), vol. 2, Constantinople, 1289, 938-961 p. (version en turc ottoman)
- (tr) Vartan Artinian (trad. Zülal Kılıç), Osmanlı Devleti’nde Ermeni Anayasası’nın Doğuşu 1839-1863, Istanbul, Aras Yayıncılık, 2004, 336 p. (ISBN 978-975-7265-64-1) (versions arménienne et turque en caractères arméniens en annexes)
- Évariste Prud'homme, Constitution nationale des arméniens : traduite de l'arménien sur le document original, Paris, Benjamin Duprat, 1862, 39 p. (lire en ligne sur Gallica) (traduction en français de la version de 1860)
- George Young, Corps de droit ottoman (en), vol. II, Oxford (Angleterre), Clarendon Press, 1905, 410 p. (lire en ligne), « Texte XXIII : Règlement de la Communauté Arménienne Grégorienne, 24 mai 1860 » (p. 79-92) (traduction en français partielle de la version de 1860)
- (en) Harry Finnis Blosse Lynch, Armenia, travels and studies, vol. II, Longmans, Green and Co., 1901, 512 p. (lire en ligne), « Appendix I: National Constitution of the Armenians in the Turkish Empire » (p. 445-467) (traduction en anglais)